# حشره‌خوار کامرونی
 حشره‌خوار کامرونی (نام علمی: Crocidura picea) نام یک گونه از سرده حشره‌خوارهای دندان‌سفید است.